# Articulació de cinc barres
En cinemàtica, un mecanisme articulat de cinc barres és un mecanisme amb dos graus de llibertat que es construeix a partir de cinc barres connectats entre si en una cadena tancada  Tots els barres estan connectats entre si per cinc articulacions en sèrie formant un bucle. Un dels barres és el terra o la base. Aquesta configuració també s'anomena pantògraf, però, no s'ha de confondre amb el pantograf amb mecanisme de còpia amb paral·lelograms.
el mecanisme pot ser un mecanisme d'un grau de llibertat si dos engranatges estan connectats a dos barres i s'uneixen entre si, formant un mecanisme de cinc barres engranats.

Animació d'un escombrat d'angle de mecanisme de cinc barres sobre el seu espai de treball, fet a MATLAB La fletxa vermella indica la direcció de la velocitat de l'efector final a causa de l'entrada de la unitat de velocitat al motor esquerre i la seva longitud és proporcional a la seva velocitat.

## Configuració robòtica
Quan els motors controlats activen el mecanisme, tot el sistema (un mecanisme i els seus actuadors) es converteix en un robot. Això es fa habitualment col·locant dos servomotors (per controlar els dos graus de llibertat) a les articulacions A i B, controlant l'angle dels barres L2 i L5. L1 és el mecanisme posat a terra. En aquesta configuració, el punt final controlat o l'efector final és el punt D, on l'objectiu és controlar les seves coordenades x i y en el pla en què resideix el mecanisme  Els angles theta 1 i theta 2 es poden calcular en funció de les coordenades x,y del punt D mitjançant funcions trigonomètriques  Aquesta configuració robòtica és un mecanisme paral·lel  Es tracta d'un robot de configuració paral·lel ja que es compon de dos mecanisme s sèrie controlats connectats al punt final.
A diferència d'un mecanisme en sèrie, aquesta configuració té l'avantatge de tenir els dos motors connectats a terra al mecanisme base. Com que el motor pot ser bastant massiu, això disminueix significativament el moment d'inèrcia total del mecanisme i millora la retroactivació per a aplicacions de retroalimentació hàptica. D'altra banda, l'espai de treball al que arriba en el punt final sol ser significativament més petit que el d'una mecanisme en sèrie.

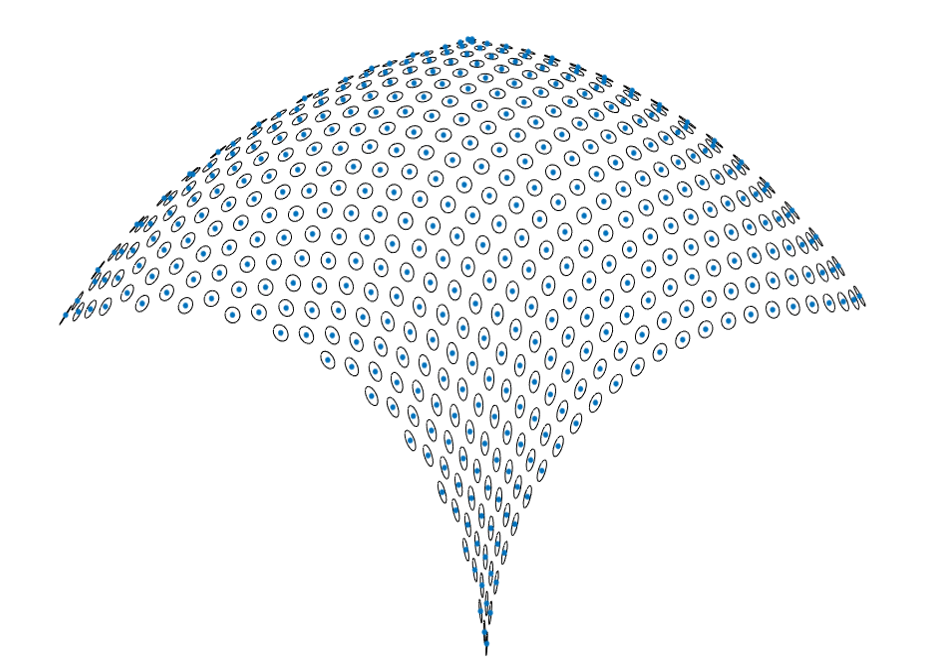
El·lipses de velocitat d'un robot amb mecanisme de cinc barres.

### Cinemàtica i dinàmica
Tant la cinemàtica directa com la inversa d'aquesta configuració robòtica es poden trobar en equacions de forma tancada mitjançant relacions geomètriques. Campion i Hayward han fet diferents mètodes per trobar ambdues. El modelatge dinàmic d'aquesta configuració robòtica ha estat realitzat per Khalil i Abu Seif, formant unes equacions de moviment que relacionen els parells aplicats al motor amb els angles a les articulacions. El model suposa que tots els barres són rígids amb un centre de gravetat als seus centres i una rigidesa zero a totes les articulacions.

## Aplicacions
Aquesta articulació robòtica s'utilitza en molts camps diferents que van des de les pròtesis fins a la retroalimentació hàptica. Aquest disseny s'ha explorat en diversos dispositius de retroalimentació hàptica per a la retroalimentació de força general. També s'ha utilitzat en la joguina de dibuix automàtic WeDraw. Un nou disseny del mecanisme de direcció de tipus Ackermann de Zhao et al. va utilitzar un mecanisme de cinc barres en lloc del mecanisme normal de quatre barres. Una pròtesi de turmell-peu de Dong et al. va utilitzar un mecanisme de molla de cinc barres amb engranatge per simular la rigidesa i el comportament d'amortiment d'un peu real.